# 1976 Голяма награда на Швеция
1976 Голямата награда на Швеция е 4-то за Голямата награда на Швеция и е 7-и кръг от сезон 1976 във Формула 1, провежда се на 13 юни 1976, на пистата Скандинавиън Рейсуей, Швеция.

## Репортаж
Лотус са отново с техния водещ пилот Марио Андрети, който пропусна предишния кръг в Монако. РАМ Рейсинг също пропускаха ГП на Монако, но са обратно в колоната за Шведското ГП като Як Нелеман ще партнира с Лорис Кесел. Уилямс са само с Мишел Леклер, докато Джаки Икс участва в 24-те часа на Льо Ман.

### Квалификация
Джоди Шектър постига първата си пол-позиция както и първа за болид с шест колела, въпреки че стюардите го привикаха заради съмнения относно инцидента му с Карлос Ройтеман. До южно-африканеца се нареди Андрети, който имаше проблеми със скоростната кутия. Трети изненадващо се класира Крис Еймън с червения Инсайн следван от Патрик Депайе с втория Тирел. Проблеми с двигателя е причината Ники Лауда да остане пети в квалификацията пред Гунар Нилсон, Жак Лафит, Джеймс Хънт и Рони Петерсон. От общо 27 участника единствено Нелеман не се класира за състезанието.

### Състезание
Андрети направи добър старт за да поведе колоната от Шектър, Депайе, Еймън, Нилсон, Лауда и Лафит. Уотсън стана първата жертва, след като си заби Пенске-то си близо публиката причинена с проблем в дроселовите клапани, докато Ройтеман се прибра в бокса половин обиколка по-късно, преди аржентинеца да излезе от болида след втората обиколка. Малко по-късно организаторите видяха, че Андрети прибърза за старта и решиха да наложат минута наказание във времето на американеца. Скоро състезанието на Лотус стана още по затруднено с отпадането на Нилсон поради завъртане, което го прати в бетонната стена близо до боксовете. Кесел отпадна три обиколки по-късно след като и той загуби контрол върху Брабам-а.
Емерсон Фитипалди напусна след края на 10-а обиколка с проблем в управлението на неговия болид. След като е информиран от тима си че е наказан с минута, Андрети увеличи скоростта си в опита си да компенсира това което ще загуби. Макар да е втори по трасето Шектър всъщност е скрития лидер в състезанието пред Депайе, докато Еймън задържаше четвъртата позиция пред Лауда (чийто механици успяха да сменят двигателя му часове преди състезанието). Лари Пъркинс се движеше на 18-а позиция преди да прегрее двигателя в 18-а обиколка, докато Виторио Брамбила се размина от инцидент, без да загуби 11-ата си позиция за разлика от повредения нос на неговия Марч. Зад Брамбила, Артуро Мерцарио успя да се справи със Съртис-а на Алън Джоунс, двата Шадоу-а и Йохен Мас.
Блестящото представяне на Еймън завърши с неприятен край в 38-ата обиколка, след като предното ляво окачване се разпадна на първия завой и е пратен в огражденията. За щастие на ново-зеландеца той избегна инцидента само с натъртвания. През това време Кен Тирел е информиран от наказанието на Андрети и се опита да намери окончателен отговор, но без никакъв резултат. Всичко това нямаше никакво значение, след като Андрети отпадна от състезанието в 46-а обиколка с повреда по Косуърт-а.
С отпадането на Еймън и на Андрети, Тирел-ите без препятствано повеждат пред Лауда и Лафит, докато петия Хънт е под мерника на шестия Петерсон. Карлос Паче от своя страна води битка с Клей Регацони за седма позиция. Брамбила се отърва от присъствието на Мерцарио благодарение на последния, който отпадна с повреден двигател, чийто проблем получи и Ханс-Йоахим Щук няколко обиколки по-рано. В последните обиколки Регацони успя да изпревари Паче и Петерсон, докато Том Прайс изпревари Брамбила за девета позиция.
Така Шектър постига първата победа на задвижвания с шест колела болид пред втория Депайе, правейки победата двойна. Лауда завърши трети като минимизира загубените точки пред Лижие-то на Лафит, Хънт и Регацони. Петерсон, Паче, Прайс, Брамбила, Жан-Пиер Жарие, Джоунс и Брет Лънгър са останалите пилоти, които завършиха състезанието.
| Поз | No | Пилот             | Конструктор       | Обиколки | Време/Отпадане | Място | Точки |
| --- | -- | ----------------- | ----------------- | -------- | -------------- | ----- | ----- |
| 1   | 3  | Джоди Шектър      | Тирел-Форд        | 72       | 1:46:53.729    | 1     | 9     |
| 2   | 4  | Патрик Депайе     | Тирел-Форд        | 72       | + 19.766       | 4     | 6     |
| 3   | 1  | Ники Лауда        | Ферари            | 72       | + 33.866       | 5     | 4     |
| 4   | 26 | Жак Лафит         | Лижие-Матра       | 72       | + 55.819       | 7     | 3     |
| 5   | 11 | Джеймс Хънт       | Макларън-Форд     | 72       | + 59.483       | 8     | 2     |
| 6   | 2  | Клей Регацони     | Ферари            | 72       | + 1:00.366     | 11    | 1     |
| 7   | 10 | Рони Петерсон     | Марч-Форд         | 72       | + 1:03.493     | 9     |       |
| 8   | 8  | Карлос Паче       | Брабам-Алфа Ромео | 72       | + 1:11.613     | 10    |       |
| 9   | 16 | Том Прайс         | Шадоу-Форд        | 71       | + 1 Об.        | 12    |       |
| 10  | 9  | Виторио Брамбила  | Марч-Форд         | 71       | + 1 Об.        | 15    |       |
| 11  | 12 | Йохен Мас         | Макларън-Форд     | 71       | + 1 Об.        | 13    |       |
| 12  | 17 | Жан-Пиер Жарие    | Шадоу-Форд        | 71       | + 1 Об.        | 14    |       |
| 13  | 19 | Алън Джоунс       | Съртис-Форд       | 71       | + 1 Об.        | 18    |       |
| 14  | 35 | Артуро Мерцарио   | Марч-Форд         | 70       | Двигател       | 19    |       |
| 15  | 18 | Брет Лънгър       | Съртис-Форд       | 70       | + 2 Об.        | 24    |       |
| Отп | 24 | Харалд Ертъл      | Хескет-Форд       | 54       | Завъртане      | 23    |       |
| Отп | 34 | Ханс-Йоахим Щук   | Марч-Форд         | 52       | Двигател       | 20    |       |
| Отп | 5  | Марио Андрети     | Лотус-Форд        | 45       | Двигател       | 2     |       |
| Отп | 22 | Крис Еймън        | Инсайн-Форд       | 38       | Инцидент       | 3     |       |
| Отп | 21 | Мишел Леклер      | Волф-Уилямс-Форд  | 20       | Двигател       | 25    |       |
| Отп | 37 | Лари Пъркинс      | Боро-Форд         | 18       | Двигател       | 22    |       |
| Отп | 30 | Емерсон Фитипалди | Фитипалди-Форд    | 10       | Управление     | 21    |       |
| Отп | 32 | Лорис Кесел       | Брабам-Форд       | 5        | Инцидент       | 26    |       |
| Отп | 6  | Гунар Нилсон      | Лотус-Форд        | 2        | Инцидент       | 6     |       |
| Отп | 7  | Карлос Ройтеман   | Брабам-Алфа Ромео | 2        | Двигател       | 16    |       |
| Отп | 28 | Джон Уотсън       | Пенске-Форд       | 0        | Инцидент       | 17    |       |
| НКв | 33 | Як Нелеман        | Брабам-Форд       |          |                |       |       |

## Класирането след състезанието
| Поз | Пилот           | Точки |
| --- | --------------- | ----- |
| 1   | Ники Лауда      | 52    |
| 2   | Джоди Шектър    | 23    |
| 3   | Патрик Депайе   | 18    |
| 4   | Джеймс Хънт     | 17    |
| 5   | Клей Регацони   | 16    |
| 6   | Йохен Мас       | 10    |
| 7   | Жак Лафит       | 10    |
| 8   | Ханс-Йоахим Щук | 6     |

| Поз | Конструктор       | Точки |
| --- | ----------------- | ----- |
| 1   | Ферари            | 55    |
| 2   | Тирел-Форд        | 31    |
| 3   | Макларън-Форд     | 23    |
| 4   | Лижие-Матра       | 10    |
| 5   | Марч-Форд         | 6     |
| 6   | Лотус-Форд        | 6     |
| 7   | Шадоу-Форд        | 4     |
| 8   | Брабам-Алфа Ромео | 3     |